# Кошиці III (округ)
Округ Ко́шиці III — міський район зі статусом округу міста Кошиці.

## Населення
| Рік:            | 1994.  | 2004.   | 2014.   | 2024.   |
| --------------- | ------ | ------- | ------- | ------- |
| Кількість осіб: | 31 979 | 30 349  | 29 414  | 27 336  |
| Різниця:        |        | -5,09 % | -3,08 % | -7,06 % |

| Рік:            | 2023.  | 2024.   |
| --------------- | ------ | ------- |
| Кількість осіб: | 27 551 | 27 336  |
| Різниця:        |        | -0,78 % |